# دیگینالا
دیگینالا (به لاتین: Dighinala) یک منطقهٔ مسکونی در بنگلادش است که در ناحیه کاگراچاری واقع شده‌است. دیگینالا ۶۹۴٫۱۲ کیلومتر مربع مساحت و ۱۰۳٬۳۹۲ نفر جمعیت دارد.